# 楊聖清
楊聖清，山東平度州（今山東省平度縣）人，清朝政治人物、進士出身。
光緒十二年，登進士，以主事用籤分兵部。光緒十五年，任候補主事。光緒二十三年，任武選司主事。光緒二十七年，任武選司員外郎，記名以御史用。光緒二十八年，任職方司郎中。次年，任福建道御史。光緒三十二年，截取知府。宣統元年，任四川保寧府知府。